# 1998 XW62
1998 XW62 är en asteroid i huvudbältet som upptäcktes den 12 december 1998 av LINEAR i Socorro County, New Mexico.
Asteroiden har en diameter på ungefär 13 kilometer.